# Жута река (Ђавоља варош)
Жута река је река на чијој десној страни се налази један од уникатних природних реткости из домена ерозивних облика — Ђавоља варош.

## Хидрографско-хидролошке карактеристике
Жута река настаје од Бујарњачког и Средњег потока. Њена дужина, од саставка, износи 5,0 km, а са Бујарњачким потоком 7,5 km. Површина слива износи 13,6 km². С десне стране прима кратке притоке-јаруге, бујичног режима, од којих су најпознатије Паклена јаруга, Ђавоља јаруга и Вражја јаруга.
Леве притоке су дуже, с периодским протицајем: Ружин поток — 3 km, Жолића поток — 2,8 km, Средњи поток, лева саставница  Жуте реке — 2 km. Једини стални ток је Жута река, са својом десном саставницом Бујарњачким потоком. У септембру 1987. године, измерен је протицај Жуте реке, узводно од Ђавоље вароши; износио је 11,0 l/s. С обзиром на вишемесечну сушу, близак је минималном протицају. На Жутој реци планирана је изградња тиролског захвата, за водоснабдевање  комплекса Ђавоља варош. 
У сливу Жуте реке нема јачих извора, што је последица непропустљиве геолошке подлоге, мале ретензионе способности танког земљишног покривача, најчешће скелетоидног и скелетног, и великог нагиба топографске површине. Нешто јачи извори налате се око Соколовог виса, али су углавном каптирани за сеоска домаћинства.

### Извори од посебног значаја
Посебан значај имају изузетно минерализовани извори:
- Ђавоља вода (у Ђавољој јарузи)
- Црвено врело (ниже Ђавоље вароши)